# Fabián Alarcón
Pour les articles homonymes, voir Alarcon.
Fabián Ernesto Alarcón Rivera, né le 14 avril 1947 à Quito, est un homme d'État équatorien. Il est président par intérim de l'Équateur entre le 6 et le 9 février 1997 et du 11 février 1997 au 10 août 1998.

## Biographie

### Jeunesse
Fabián Alarcón est le fils du conservateur Ruperto Alarcón Falconí, qui est contrôleur général de l'État et ambassadeur en Espagne, au Mexique et en Colombie. Il perd sa mère alors qu'il est  encore enfant, et à partir de l'âge de seize ans il est élevé par la nouvelle épouse de son père, Consuelo Albizú de Alarcón.
Il fréquente l'école primaire de Madrid et de Mexico, puis l'école secondaire à Quito. Il étudie le droit à l'Université pontificale catholique d'Équateur où il obtient une licence de sciences politiques et sociales et un doctorat en jurisprudence.
Il est avocat de formation au tribunal de Justice de l'Équateur.

### Carrière politique
Fabián Alarcón est membre du Parti patriotique populaire, fondé par son père, et est élu membre du conseil de Quito, à l'époque où la ville est dirigée par Sixto Durán-Ballén entre 1970 et 1978. Il est préfet de la province de Pichincha de 1984 à 1987. Il rejoint le Front radical alfariste en 1988, et sous cette étiquette est élu député en 1990. Il préside le Congrès national de 1991 à 1992 et à nouveau du 10 août 1995 au 11 février 1997.

### Présidence
Le 6 février 1997, le président Abdalá Bucaram est destitué par le Congrès qui nomme Fabián Alarcón président par intérim. Cette décision provoque une crise politique dans le pays. En effet, la Constitution ne prévoit pas la succession du président en cas de vacance de son poste. De son côté, la vice-présidente, Rosalía Arteaga, revendique d'assumer le pouvoir. Le 9 février, Artaga est finalement confirmée comme présidente par intérim par le Congrès pour une durée de deux jours, puis Fabián Alarcón est élu le 11 février président par le Congrès.
La crise constitutionnelle provoquée par sa nomination est réglée par l'organisation d'un référendum et l'élection d'une assemblée constituante. La situation politique est aggravée par les conséquences du phénomène climatique El Niño, qui cause des inondations dans beaucoup de secteurs de la côte équatorienne.
L'intérim de Fabián Alarcón se prolonge jusqu'au 10 août 1998, date à laquelle le nouveau président élu Jamil Mahuad entre en fonction.